# Sigrid Chatel
Sigrid Gazzera Chatel (Francoforte sul Meno, 26 aprile 1940) è un'ex schermitrice tedesca naturalizzata canadese.

## Biografia
È figlia dello schermidore tedesco Fritz Gazzera.
Ha partecipato ai Giochi della XIX Olimpiade di Città del Messico nel 1968.

## Palmarès
In carriera ha conseguito i seguenti risultati:
- Giochi Panamericani:

Winnipeg 1967: bronzo nel fioretto a squadre.